# (3316) Herzberg
(3316) Herzberg (1984 CN1) – planetoida z pasa głównego asteroid okrążająca Słońce w ciągu 5,5 lat w średniej odległości 3,11 j.a. Odkrył ją Edward Bowell 6 lutego 1984 roku.